# Hans-Hendrik Neumann
Hans-Hendrik Neumann (4. srpen 1910 – 20. červen 1994) byl nacista a důstojník Waffen-SS v hodnosti SS-Standartenführer (Plukovník) za druhé světové války. Známý je především svým působením jako pobočník šéfa bezpečnostní služby (Sicherheitsdienst) Reinharda Heydricha.

## Shrnutí kariéry u SS

### Data povýšení
- SS-Untersturmführer – 20. duben 1935
- SS-Obersturmführer – 20. duben 1936
- SS-Hauptsturmführer – 30. leden 1938
- SS-Sturmbannführer – 30. leden 1941
- SS-Obersturmbannführer – 30. leden 1943
- SS-Standartenführer – 20. duben 1945

### Vyznamenání
- Železný kříž I. třídy
- Železný kříž II. třídy
- Zlatý stranický odznak – 30. leden 1943
- Útočný odznak pěchoty v bronzu
- Finský řád kříže Svobody III. třídy s meči – 1. prosinec 1941
- Medaile za Anschluss
- Služební vyznamenání NSDAP v bronzu
- Německý sportovní odznak v bronzu
- Sportovní odznak SA v bronzu
- Totenkopfring
- Čestná dýka Reichsführera-SS